# Rise of the Rōnin
Rise of the Rōnin — відеогра у жанрі рольовий бойовик, розроблена японською студією Team Ninja й видана Sony Interactive Entertainment. Гра вийшла ексклюзивно для PlayStation 5 22 березня 2024 року.

## Ігролад
Гра дозволяє гравцям створити власного персонажа. У бою можна використовувати широкий спектр зброї, що була характерна для війни Босін, наприклад, катани та іншу вогнепальну зброю часів війни. У грі є можливість сюжетного вибору у ключових моментах, що дозволяє гравцям стати на бік різних неігрових персонажів або боротися проти них, тим самим впливаючи на розвиток сюжету. Гравець може досліджувати історичні міста Йокогама, Кіото та Едо, а також сільську місцевість. Пересуватися гравець може за допомогою різних засобів, таких як кінь, абордажний гак або планер. У грі є можливість перемикатися між трьома рівнями складності, також присутній кооперативний режим для трьох гравців.

## Історія

### Сеттинг
Події гри відбуваються в таких містах, як Йокогама, Кіото та Едо середини 19-го століття під час Бакумацу, завершального періоду епохи Едо. Гра розповідає про підготовку до війни Босін між сьогунатом Токугава та різними антисьогунатськими фракціями, незадоволеними західним впливом після вимушеного відкриття Японії після періоду Сакоку.
Історія розповідає про близнюків Блейд (англ. Blade Twins), стать яких обирає гравець, та їхню участь у групі опору Завішений край (англ. Veiled Edge) після того, як їхню сім'ю вбили онівабани, що працювали на сьоґунат. Підготовлені лідером Завішеного краю, Блейдсмітом (англ. Bladesmith), Близнюки починають свою місію щодо повалення сьогунату.

### Сюжет
У 1853 році близнюки Блейд отримують завдання від Блейдсміта вбити комодора Меттью Перрі та викрасти таємне послання, яким він володів. Вони викрадають послання, але не встигають вбити Перрі через втручання іншого вбивці, Синього Демона (англ. Blue Demon). Зазнавши поразки, один з Близнюків змушений тікати, а його напарник жертвує собою, щоб забезпечити втечу Близнюка. Після нападу онівабанів Сьоґунату на село Завішеного краю Близнюки розуміють, що їхній напарник все ще живий, і вирішують покинути Завішений край, щоб знайти його. Блейдсміт викликає Близнюка на смертельний поєдинок, щоб вибороти право покинути клан, в результаті чого Близнюк перемагає, а Блейдсміт перед своєю смертю бажає удачі.
У 1858 році близнюки Блейд потрапляють до Йокогами, де знайомляться з мандрівним роніном Сакамото Рьомою. Суспільний лад Йокогами та всієї Японії зазнав потрясінь через прибуття до країни експедиції Перрі та посилення західного впливу. Поки Рьома разом зі своїми товаришами розшукує свого вчителя Йосіда Сьоїна, близнюки Блейд з'ясовують місцеперебування свого напарника, тепер відомого як Демонопазурний самурай (англ. Demonclaw Samurai), який працює на американців і британців. Головний міністр сьоґунату Ії Наосуке здійснює жорстке придушення та чистку антисьоґунатських та антиіноземних настроїв, що призводить до арешту та страти Сьоїна у 1859 році, що обурює Рьому та його товаришів. Гендзуї Кусака вирішує зайняти місце Сьоїна і повстати проти сьоґунату разом з Кідо Такайосі, Такасуґі Сінсаку та іншими. Вони збирають невелику армію, щоб напасти безпосередньо на Ії. Синій Демон, чиє справжнє ім'я Акікацу Манабе, намагається захистити Ії, але у відповідь отримує відсіч від близнюка Блейд, після чого Ії вдається вбити. В результаті смерті Ії американський вплив в Японії слабшає, натомість посилюється британський вплив на чолі з Ернестом Сатоу та Резерфордом Олкоком.
У 1863 році близнюк Блейд продовжує працювати з групою Рьоми в Едо, коли дізнається, що Демонопазурний самурай співпрацює з британцями. Після того, як Гендзуї брутально спалює британське посольство, Рьома починає виступати проти все більш радикальних методів, до яких вдається Гендзуї. Наступною ціллю Гендзуї обирає Кайшу Кацу, важливого чиновника сьоґунату. Близнюк і Рьома нападають на Кацу, який без особливих зусиль відбивається від них і привертає їх на свій бік, розповідаючи про своє бажання реформувати сьогунат і модернізувати Японію без вдавання до насильства. Вони допомагають Кацу завербувати нових прихильників для його справи. Зрештою, вони зустрічають самого сьоґуна Токуґаву Йосінобу, який також висловлює власне бажання модернізувати Японію, щоб вона не відставала від Заходу. Йосінобу вирішує поїхати до Кіото, щоб виманити своїх ворогів на чисту воду, і Кацу просить Близнюка і Рьому приєднатися до Росігумі, щоб захистити Йосінобу. Однак невдовзі після їхнього прибуття до Кіото у 1864 році лідера Росіґумі, Кійокаву Хачіро, вбиває Демонопазурний самурай і звинувачує його у зраді, що призводить до хаосу в рядах організації. Росіґумі розпускають, частина її членів повертається до Едо, а ті, що залишаються в Кіото, утворюють Сінсенґумі.
Відчувши слабкість, Гендзуї очолює клан Тьосю, щоб атакувати Кіото. Сінсенґумі разом із кланом Сацума, озброєним британськими гарматами, перемагають Тьосю. Близнюк Блейд стикається з Демонопазурним самураєм, який розповідає, що вони стояли за низкою подій, які прискорили занепад сьоґунату, як помста за знищення їхнього села. Близнюк Блейд не погоджується з жорстокими методами Демонопазурного самурая та відмовляється співпрацювати з ним. Демонопазурний самурай тікає, а Гендзуї вчиняє сепуку, щоб не потрапити в полон. Усвідомлюючи, що і Сацума, і Тьосю хочуть повалити сьогунат, у 1866 році Рьомі вдається переконати генерала Сацуми Сайґо Такаморі об'єднати зусилля з Тьосю, незважаючи на те, що вони були давніми ворогами, утворивши союз Сацуми і Тьосю. Незабаром після цього Близнюк проникає до Сінсенґумі, щоб розслідувати замах на Рьому. Близнюк викриває зрадника всередині Сінсенґумі та супроводжує Рьому до палацу сьоґуна, де їм вдається запобігти спробі Сатоу вбити Йосінобу та схилити останнього до розпуску сьоґунату і мирного переходу влади.
У 1867 році, незважаючи на переговори Йосінобу з альянсом Тьосю-Сацума, Демонопазурний самурай організовує напади під чужим прапором, щоб розпалити ворожнечу між двома сторонами, кульмінацією яких стає спроба вбивства Рьоми, який бачить Японію під демократичним правлінням. Рьому або вбивають, або тяжко ранять. Без посередництва Рьоми відносини між сьоґунатом та альянсом погіршуються, що призводить до війни Босін 1868 року. Після замаху Демонопазурного самурая Йосінобу змушений відступити до Едо, дозволивши військам альянсу захопити Кіото після битви при Тоба-Фусімі. Кацу планує спалити Едо, щоб запобігти його захопленню, але Близнюку вдається домогтися мирного врегулювання між двома сторонами, що дозволяє зберегти місто. Під час завершення мирних переговорів Близнюк востаннє стикається з Демонопазурним самураєм й перемагає його, приймаючи рішення: пощадити його або стратити. У разі пощади напарник усвідомлює помилковість своїх дій і вирішує покинути Японію, щоб спостерігати за її розвитком здалеку.
Врешті-решт, сьоґунат розпущено, а Йосінобу відходить від справ і починає спокійно жити як цивільний, в той час як лідери союзу Тьосю-Сацума починають процес реорганізації японського уряду, а також швидку модернізацію армії та флоту, в той час як залишки сьоґунату та Сінсенґумі відпливають до Хакодате, щоб утворити Республіку Едзо. Якщо гравцеві вдасться врятувати життя Рьоми і пощадити Демонопазурного самуря, то після титрів вони зустрінуться в Нью-Йорку.

## Розробка
Розробка Rise of the Rōnin розпочалася у 2015 році за підтримки XDev з PlayStation Studios. За словами президента Team Ninja Фуміхіко Ясуди, вони хотіли створити гру, яка зображала б Японію в її найтемніші часи, називаючи період Бакумацу епохою, якої відеоігри «стороняться». Сеттинг гри також добре підходив би під їхній досвід, оскільки вони вже створювали ігри про ніндзя та самураїв, зокрема, Ninja Gaiden та Nioh. За словами Ясуди, Rise of the Rōnin — найамбітніший проєкт Team Ninja. Розробка гри з відкритим світом була особливим викликом для Team Ninja, оскільки до цього часу вони розробляли лише лінійні ігри. Створення пасивних неігрових персонажів Ясуда назвав «значущим» і «складним» завданням, оскільки в їхніх попередніх іграх все, що зустрічав гравець, він повинен був перемогти.

## Випуск
Rise of the Rōnin була анонсована 13 вересня 2022 року під час прямого ефіру State of Play від PlayStation. 7 грудня 2023 року на церемонії The Game Awards 2023 був випущений трейлер для попередніх замовлень, а датою релізу було названо 22 березня 2024 року. Попередні замовлення відкрилися в Японії 14 грудня 2023 року, показавши, що гра буде продаватися у двох версіях, Cero D і Cero Z, через насильство, яке було визнано надмірним Японською організацією рейтингу комп'ютерних розваг.

### Розбіжності у Південній Кореї
Rise of the Rōnin не вийде у Південній Кореї. За попередніми версіями, це пов'язано з коментарями Фуміхіко Ясуди, який порівняв Йосіда Сьоїна з Сократом, що викликало скандал у Південній Кореї. Хоча Йошида відіграв ключову роль у Реставрації Мейдзі, його також вважають невід'ємною частиною процесу завоювання та окупації Кореї Японією. Пізніше Sony підтвердила, що гра не вийде в Південній Кореї, проте не надала офіційної причини.

## Сприйняття
| Агрегатор  | Оцінка |
| ---------- | ------ |
| Metacritic | 76/100 |

| Видання               | Оцінка |
| --------------------- | ------ |
| Digital Trends        | 3.5/5  |
| Eurogamer             | 4/5    |
| Famitsu               | 37/40  |
| Game Informer         | 7/10   |
| GameSpot              | 7/10   |
| GamesRadar+           | 3.5/5  |
| Hardcore Gamer        | 4/5    |
| IGN                   | 7/10   |
| NME                   | 4/5    |
| Push Square           | 6/10   |
| Shacknews             | 9/10   |
| Video Games Chronicle | 3/5    |
| VG247                 | 3/5    |
| VideoGamer.com        | 6/10   |

За даними агрегатора рецензій Metacritic, Rise of the Rōnin отримала «загалом схвальні» відгуки від критиків.

### Продажі
В Японії Rise of the Rōnin продалася тиражем 64 646 фізичних одиниць протягом першого тижня, що зробило її третьою найбільш продаваною грою після Princess Peach: Showtime! та Dragon's Dogma 2. Станом на 5 травня 2024 року в Японії було продано 113 926 фізичних одиниць гри.